# Edward George Power Biggs
Edward George Power Biggs (29 de marzo de 1906 - 10 de marzo de 1977) fue un organista británico de gran reconocimiento en la música clásica del siglo XX.
Los aficionados al género recuerdan varias de sus principales grabaciones, aunque muchas de ellas no están disponibles en ediciones recientes, como por ejemplo las Cuatro grandes Toccatas y Fugas, de Bach, grabadas para el sello Sony BMG Masterworks.
Biggs fue intérprete exclusivo de Columbia Masterworks Records y RCA Victor por más de tres décadas. Entre 1942 y 1958 mantuvo además un programa semanal de radio dedicado a la música de órgano, que gracias a su difusión a través de los Estados Unidos por la red CBS permitió a la audiencia conocer sobre el género y su literatura.

## Biografía
Biggs nació el 29 de marzo de 1906 en Westcliff-on-Sea, Essex, Inglaterra. Cuando apenas contaba un año de edad su familia se mudó a la Isla de Wight. Más tarde estudió en Londres, en la Royal Academy of Music, con maestros como G.D. Cunningham. En 1930 emigró a los Estados Unidos, y dos años más tarde comenzó a trabajar en Cambridge, Massachusetts, donde pasaría el resto de su vida.

## Obra e influencia
Biggs hizo mucho para devolver a la música clásica para órgano una posición relevante, y su actividad fue fundamental para el resurgimiento de la música de los compositores pre-románticos. En 1954, durante su primera gira de conciertos por Europa, interpretó y grabó obras de Johann Sebastian Bach, Sweelinck, Dieterich Buxtehude y Pachelbel, utilizando instrumentos históricos relacionados con los compositores.
Luego de esa experiencia, mantuvo la idea de que aquella música debía interpretarse idealmente en instrumentos representativos del período, y que la música para órgano debía tocarse en lo posible con el estilo y los registros de su época. Consecuentemente, difundió en Estados Unidos la necesidad de construir órganos de estilo barroco, poniendo énfasis en la construcción de órganos de tubo análogos a los Orgelbewegung europeos.
Entre otros instrumentos, Biggs defendió el órgano barroco de G. Donald Harrison, de estilo abierto y sin cobertura, con 24 tubos y compresor eléctrico, producido por Aeolian-Skinner en 1937 e instalado en el Busch-Reisinger Museum de Harvard, en Cambridge, y el órgano de tres manuales marca Flentrop instalado luego allí mismo en 1958. Muchas de sus grabaciones para CBS y Columbia se efectuaron en el museo. Otro destacado instrumento usado por Biggs fue un clavicordio Chalis de pedal con el que grabó música de Bach y de Scott Joplin entre otros.
Los críticos de su época incluyeron al concertista de órgano Virgil Fox, partidario de un estilo más ampuloso y colorido. Fox relativizaba la insistencia de Biggs en la exactitud histórica, diciendo que «había relegado al órgano a pieza de museo». Sin embargo, la mayoría de los estudiosos coinciden en que Biggs «había ganado gran crédito por sus ideas innovadoras, por el material que grabó y por difundir y dar fama a los instrumentos en los que tocó».
En adición a su labor de intérprete, Biggs enseñó en el Longy School of Music y el Conservatorio Peabody, y editó gran cantidad de partituras para órgano.
Por sus contribuciones a la industria de discos, Biggs tiene una estrella en el Paseo de la Fama de Hollywood.

## Discografía
- Bach: Cuatro grandes Toccatas y Fugas
- Obras para órgano:clásicos esenciales
- Bach: Grandes piezas favoritas para órgano
- La edad de oro del órgani, Columbia Masterworks M2S 697 (Tributo al luthier Arp Schnitger)
- Interpreta BAch en Santo Tomás, Columbia Masterworks M30648
- E. Power Bigg's Greatest Hits, Columbia Masterworks MS 7269
- Bach Organ Favorites, Columbia Masterworks MS 6261
- Bach Organ Favorites, Vol. 2, Columbia Masterworks MS 6748
- Bach Organ Favorites, Vol. 3, Columbia Masterworks MS 7108
- Bach Organ Favorites, Vol. 4, Columbia Masterworks MS 7424
- Bach Organ Favorites, Vol. 5, Columbia Masterworks M 31424
- Bach Organ Favorites, Vol. 6, Columbia Masterworks M 32791
- Mozart: The Music for Solo Organ — Played on "Mozart" organ at Haarlem, Columbia Masterworks MS 6856
- Sweelink: Variations on Popular Songs, Columbia Masterworks AMS 6337
- A Festival of French Organ Music, Columbia Masterworks MS 6307
- Buxtehude at Lüneburg, Columbia Masterworks MS 6944
- Stars and Stripes Forever — Two Centuries of Heroic Music in America, Columbia Masterworks 81507
- The Organ in America, Columbia Masterworks MS 6161
- Historic Organs of England, Columbia Masterworks M 30445
- Historic Organs of France, Columbia Masterworks MS 7438
- Historic Organs of Italy, Columbia Masterworks MS 7379
- Historic Organs of Spain, Columbia Masterworks MS 7109
- Historic Organs of Switzerland, Columbia Masterworks MS 6855
- The Four Antiphonal Organs of the Cathedral of Freiburg, Columbia Masterworks M 33514 (music of Handel, Purcell, Mozart, Buxtehude, et al.)
- Bach on the Pedal Harpsichord, Columbia Masterworks MS 6804
- Bach: The Six Trio Sonatas (Pedal Harpsichord), Columbia Masterworks M2S 764
- Holiday for Harpsichord, Columbia Masterworks ML 6728
- A Mozart Organ Tour, Columbia Masterworks K3L 231
- Bach: The Little Organ Book, Columbia Masterworks KSL 227
- The Art of the Organ, Columbia Masterworks KSL 219
- Heroic Music for Organ, Brass, and Percussion, Columbia Masterworks MS 6354
- Mozart: Festival Sonatas for Organ and Orchestra, Columbia Masterworks MS 6857
- Haydn: The Three Organ Concertos, Columbia Masterworks MS 6682
- The Magnificent Mr. Handel, Columbia Masterworks M 30058
- The Organ in Sight and Sound, Columbia Masterworks KS 7263 (A technical discussion of the organ and its history)
- The Organ Concertos of Handel, Nos. 1–6, Columbia Masterworks K2S 602 (with Sir Adrian Boult)
- The Organ Concertos of Handel, Nos. 7–12, Columbia Masterworks K2S 604 (with Sir Adrian Boult)
- The Organ Concertos of Handel, Nos. 13–16, Columbia Masterworks K2S 611 (with Sir Adrian Boult)
- The Organ, Columbia Masterworks DL 5288
- Bach at Zwolle, Columbia Masterworks ????
- Famous Organs of Holland and North Germany, Columbia Masterworks M31961
- Music of Jubilee, Columbia Masterworks ML 6015 (Bach Sinfonías, with Zoltan Rozsnyai)
- Soler: Six Concerti for Two Organs, Columbia Masterworks ML 5608 (with Daniel Pinkham)
- Plays Scott Joplin on the Pedal Harpsichord, Columbia Masterworks ????
- Heroic Music for Organ, Brass & Percussion, Columbia Masterworks MS 6354 (with the New England Brass Ensemble)
- Music for Organ and Brass — Canzonas of Gabrieli and Frescobaldi, Columbia Masterworks MS 6117
- Mendelssohn in St. Paul's Cathedral, Columbia Masterworks MS 6087

## Premios y reconocimientos
- 1969 Grammy por mejor interpretación de música de cámara: Vittorio Negri (director), E. Power Biggs y el Edward Tarr Ensemble, por Gloria de Gabrieli Vol. II — Canzonas para metales, cuerdas, vientos y órgano